# Вест Њутон (Пенсилванија)
Вест Њутон (енгл. West Newton) град је у америчкој савезној држави Пенсилванија.

## Демографија
По попису из 2010. године број становника је 2.633, што је 450 (-14,6%) становника мање него 2000. године.
| Група             | 2000.         | 2010.         |
| Белци             | 2.994 (97,1%) | 2.522 (95,8%) |
| Афроамериканци    | 35 (1,1%)     | 46 (1,7%)     |
| Азијати           | 7 (0,2%)      | 6 (0,2%)      |
| Хиспаноамериканци | 13 (0,4%)     | 24 (0,9%)     |
| Укупно            | 3.083         | 2.633         |